# Нойекруг
Нойекруг (нем. Neuekrug) — община в Германии, в земле Саксония-Анхальт. 
Входит в состав района Зальцведель. Подчиняется управлению Бетцендорф-Дисдорф.  Население составляет 192 человека (на 31 декабря 2006 года). Занимает площадь 17,97 км².